# Bayou Goula
Bayou Goula – jednostka osadnicza w Stanach Zjednoczonych, w stanie Luizjana, w parafii Iberville.